# Belograce
Begracë en albanais et Belograce en serbe latin (en serbe cyrillique : Белограце) est une localité du Kosovo située dans la commune/municipalité de Kaçanik/Kačanik, district de Ferizaj/Uroševac (Kosovo) ou district de Kosovo (Serbie). Selon le recensement kosovar de 2011, elle compte 2 166 habitants, tous albanais.

## Histoire
La mosquée du village, construite au XIXe siècle, est proposée pour une inscription sur la liste des monuments culturels du Kosovo.

## Démographie

### Évolution historique de la population dans la localité
| 1948 | 1953 | 1961  | 1971  | 1981  | 1991  | 2011  |
| ---- | ---- | ----- | ----- | ----- | ----- | ----- |
| 824  | 892  | 1 032 | 1 307 | 1 554 | 1 802 | 2 116 |

|  |